# Campeonato Mundial de Xadrez de 2023
O Campeonato Mundial de Xadrez de 2023 foi um match do Campeonato Mundial de Xadrez, jogado entre 9 de abril e 30 de abril de 2023, em Astana, no Cazaquistão. Como o campeão mundial anterior, Magnus Carlsen, decidiu não defender seu título, o campeonato foi disputado entre o vencedor do Torneio de Candidatos de 2022, Ian Nepomniachtchi, e o segundo colocado, Ding Liren.
Ding Liren foi o vencedor, derrotando Nepomniachtchi nas partidas rápidas de desempate.

## Desistência de Carlsen
Para manter o título de campeão mundial, Magnus Carlsen teria de defendê-lo contra um desafiante pré-determinado. Como ele decidiu não o fazer, o título foi retirado dele, e os dois primeiros colocados nos Candidatos de 2022 – Ian Nepomniachtchi e Ding Liren – disputaram um match pelo Campeonato Mundial para determinar o novo campeão.
Alguns dias após o campeonato anterior em 2021, Carlsen disse que poderia não estar motivado o suficiente para jogar outro match do campeonato mundial, e possivelmente não competiria na edição de 2023, a menos que o desafiante fosse Alireza Firouzja, que subiu para o segundo lugar no ranking mundial em 2021. Em abril de 2022, ele foi mais longe, dizendo que era improvável que jogasse, sem mencionar Firouzja.
Quando o Torneio de Candidatos foi concluído, em julho de 2022, a FIDE e Carlsen estavam dialogando sobre o campeonato e seu formato, com a federação esperando que Carlsen pudesse dar uma resposta até 20 de julho. Neste dia, ele anunciou que não defenderia seu título, o que significa que o oponente de Nepomniachtchi seria o vice-campeão do Torneio de Candidatos, Ding Liren.
A não participação do campeão incumbente é uma situação rara. Em 1993, o incumbente Garry Kasparov teve seu título removido pela FIDE, mas ainda afirmou que era o campeão mundial, levando a uma situação em que houve dois campeonatos mundiais rivais entre 1993 e 2006. Fora deste período, o último campeão incumbente que se recusou a defender seu título foi Bobby Fischer em 1975. Na ocasião, a FIDE deu o título ao desafiante de Fischer, Anatoly Karpov, vencedor do Torneio de Candidatos anterior. A última vez que um campeonato mundial não dividido foi de fato jogado sem o campeão incumbente foi em 1948, devido à morte do campeão anterior, Alexander Alekhine, em 1946.

## Torneio de Candidatos
Os desafiantes ao título, Ian Nepomniachtchi e Ding Liren, foram os dois primeiros colocados no Torneio de Candidatos de 2022, um torneio de oito jogadores que ocorreu de 16 de junho a 7 de julho de 2022. Anteriormente, Nepomniachtchi havia desafiado Magnus Carlsen pelo título mundial em 2021.
Os participantes do Torneio de Candidatos foram:
| Modo de classificação                                              | Jogador                                          | Idade           | Pontuação       | Posição no ranking |
| Modo de classificação                                              | Jogador                                          | (junho de 2022) | (junho de 2022) | (junho de 2022)    |
| ------------------------------------------------------------------ | ------------------------------------------------ | --------------- | --------------- | ------------------ |
| Vice-campeão do Campeonato Mundial de 2021                         | Ian Nepomniachtchi                               | 31              | 2766            | 7                  |
| Jogador indicado pela FIDE                                         | Teimour Radjabov                                 | 35              | 2753            | 13                 |
| Os dois primeiros colocados na Copa do Mundo de Xadrez 2021        | Jan-Krzysztof Duda (campeão)                     | 24              | 2750            | 16                 |
| Os dois primeiros colocados na Copa do Mundo de Xadrez 2021        | Sergey Karjakin (vice-campeão) (desclassificado) | 32              | 2747            | 17                 |
| Os dois primeiros colocados no Torneio Grand Swiss da FIDE de 2021 | Alireza Firouzja (campeão)                       | 19              | 2793            | 3                  |
| Os dois primeiros colocados no Torneio Grand Swiss da FIDE de 2021 | Fabiano Caruana (vice-campeão)                   | 29              | 2783            | 4                  |
| Os dois primeiros colocados no Grand Prix da FIDE de 2022          | Hikaru Nakamura (campeão)                        | 34              | 2760            | 11                 |
| Os dois primeiros colocados no Grand Prix da FIDE de 2022          | Richárd Rapport (vice-campeão)                   | 26              | 2764            | 8                  |
| Pontuação mais alta em maio de 2022                                | Ding Liren (substituto de Karjakin)              | 29              | 2806            | 2                  |

### Classificação
| Posição | Jogador                   | Pontuação | SB    | Vitórias | IN | IN | DL | DL | TR | TR | HN | HN | FC | FC | AF | AF | JKD | JKD | RR | RR |
| ------- | ------------------------- | --------- | ----- | -------- | -- | -- | -- | -- | -- | -- | -- | -- | -- | -- | -- | -- | --- | --- | -- | -- |
| 1       | Ian Nepomniachtchi (FIDE) | 9.5 / 14  | 62    | 5        |    |    | ½  | 1  | ½  | ½  | ½  | ½  | ½  | ½  | 1  | 1  | 1   | ½   | ½  | 1  |
| 2       | Ding Liren (CHN)          | 8 / 14    | 52    | 4        | 0  | ½  |    |    | 0  | ½  | 1  | ½  | ½  | 1  | ½  | ½  | 1   | ½   | ½  | 1  |
| 3       | Teimour Radjabov (AZE)    | 7.5 / 14  | 52    | 3        | 0  | ½  | ½  | 1  |    |    | 1  | 0  | ½  | 0  | ½  | ½  | ½   | ½   | ½  | 1  |
| 4       | Hikaru Nakamura (EUA)     | 7.5 / 14  | 50.25 | 4        | ½  | ½  | ½  | 0  | 1  | 0  |    |    | 1  | 0  | 1  | ½  | 1   | ½   | ½  | ½  |
| 5       | Fabiano Caruana (EUA)     | 6.5 / 14  | 46.5  | 3        | ½  | ½  | 0  | ½  | 0  | ½  | 1  | 0  |    |    | 0  | 1  | ½   | 0   | ½  | ½  |
| 6       | Alireza Firouzja (FRA)    | 6 / 14    | 39.5  | 2        | 0  | 0  | ½  | ½  | ½  | ½  | ½  | 0  | 0  | 1  |    |    | ½   | ½   | 1  | ½  |
| 7       | Jan-Krzysztof Duda (POL)  | 5.5 / 14  | 38.5  | 1        | ½  | 0  | ½  | 0  | ½  | ½  | ½  | 0  | 1  | ½  | ½  | ½  |     |     | ½  | 0  |
| 8       | Richárd Rapport (HUN)     | 5.5 / 14  | 37.75 | 1        | 0  | ½  | 0  | ½  | 0  | ½  | ½  | ½  | ½  | ½  | ½  | 0  | 1   | ½   |    |    |

Nota: Os números na tabela cruzada em um fundo branco indicam o resultado enfrentando o respectivo oponente com as peças brancas (peças pretas se em um fundo preto).

## Match pelo título

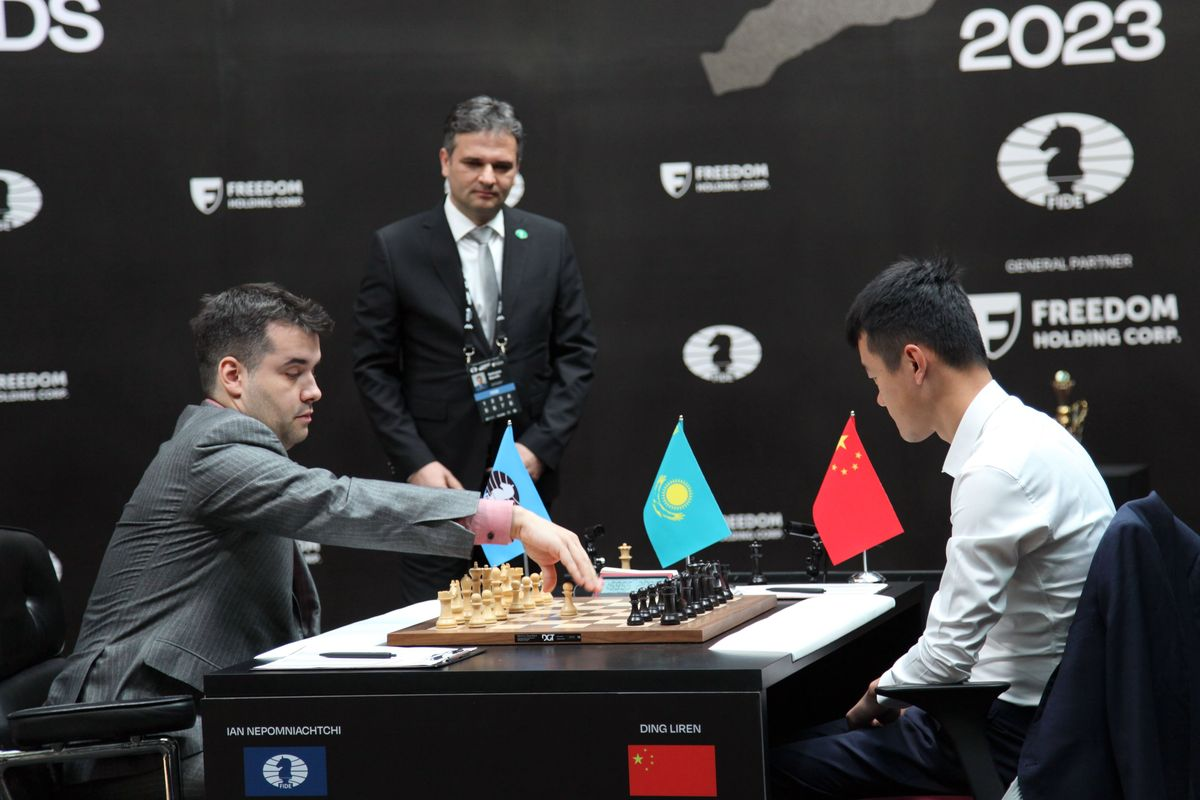
Início da primeira partida do match

### Organização
O campeonato foi realizado em Astana, Cazaquistão, de 9 a 30 de abril de 2023, no hotel St Regis Astana.
A premiação em dinheiro foi de 2 milhões de dólares, divididos em 60% para o vencedor e 40% para o perdedor caso o match se encerrasse sem a necessidade de desempate. Como houve um empate nas partidas de ritmo clássico e um desempate foi preciso, a divisão do prêmio foi de 55% para o vencedor e 45% para o perdedor.
O árbitro chefe foi Nebosja Baralic, da Sérvia, e o vice-árbitro chefe foi Gerhard Bertagnolli, da Itália.
O primeiro lance de cada partida foi cerimonialmente realizado por um convidado dos organizadores.

### Regulamento
O controle de tempo para cada partida clássica foi de 120 minutos para os primeiros 40 lances, seguidos de 60 minutos para os próximos 20 lances, e então 15 minutos para o resto dos jogos, com um incremento de 30 segundos por movimento a partir do lance 61.
O match consistiu de 14 partidas, e uma pontuação de 7½ venceria o Campeonato Mundial. Como a pontuação seguiu igual após as 14 partidas, jogos de desempate com controles de tempo mais rápidos ocorreram:
- Quatro partidas rápidas com 25 minutos cada + 10 segundos de incremento a partir do lance 1. Se um jogador marcasse 2½ pontos ou mais, ele venceria o campeonato.
- Se a pontuação seguisse igual após as partidas rápidas, um mini-match de duas partidas blitz seria jogado. O controle de tempo seria de 5 minutos + 3 segundos de incremento. Se um jogador vencesse o mini-match, o desempate terminaria e ele venceria o campeonato. Em caso de empate no mini-match, outro seria jogado nas mesmas condições para decidir o campeão.
- Se houvesse empate em ambos os mini-matches de blitz, uma única partida com o controle de tempo de 3 minutos + 2 segundos de incremento seria jogada, e o vencedor conquistaria o campeonato. Um sorteio decidiria qual jogador utilizaria as peças brancas. Em caso de empate, outra partida de blitz seria jogada com o mesmo controle de tempo, e as cores de cada jogador invertidas, com o vencedor se sagrando campeão. O processo se repetiria até um dos jogadores vencer uma partida.

Os jogadores não podiam empatar por comum acordo antes do 40.º lance das peças negras. Um empate só podia ser reivindicado antes disso em caso de repetição tripla de lances ou afogamento.

### Confrontos diretos anteriores
O placar das partidas clássicas entre Ian Nepomniachtchi e Ding Liren antes do Campeonato Mundial era de três vitórias para Nepomniachtchi, duas vitórias para Ding, e oito empates. Seus confrontos mais recentes antes do match, no Torneio de Candidatos de 2022, resultaram em uma vitória para Nepomniachtchi e um empate.
|                           |                                          | Vitórias de Nepomniachtchi | Empates | Vitórias de Ding | Total |
| ------------------------- | ---------------------------------------- | -------------------------- | ------- | ---------------- | ----- |
| Clássico                  | Nepomniachtchi (brancas) – Ding (pretas) | 2                          | 5       | 0                | 7     |
| Clássico                  | Ding (brancas) – Nepomniachtchi (pretas) | 1                          | 3       | 2                | 6     |
| Clássico                  | Total                                    | 3                          | 8       | 2                | 13    |
| Blitz / Rápido / Exibição | Blitz / Rápido / Exibição                | 13                         | 17      | 9                | 39    |
| Total                     | Total                                    | 16                         | 25      | 11               | 52    |

### Datas e resultados
As partidas começaram às 15h00 no horário local (UTC+6), equivalente a 09h00 UTC.

As cores foram sorteadas na cerimônia de abertura usando inteligência artificial e um robô. Nepomniachtchi recebeu as peças brancas para a primeira partida. A partir de então, as cores dos jogadores se alternaram a cada partida, sem uma inversão da ordem na metade do campeonato. Dias sem jogos estão em tonalidade cinza-escura. Se o match fosse encerrado antes de 14 partidas clássicas (devido a um jogador alcançar 7½ ou mais pontos) a cerimônia de encerramento seria realizada no dia da última partida ou no dia seguinte.
| Data        | Dia da semana | Evento                |
| ----------- | ------------- | --------------------- |
| 7 de abril  | Sexta-feira   | Cerimônia de abertura |
| 8 de abril  | Sábado        | Dia de mídia          |
| 9 de abril  | Domingo       | Partida 1             |
| 10 de abril | Segunda-feira | Partida 2             |
| 11 de abril | Terça-feira   | Dia livre             |
| 12 de abril | Quarta-feira  | Partida 3             |
| 13 de abril | Quinta-feira  | Partida 4             |
| 14 de abril | Sexta-feira   | Dia livre             |
| 15 de abril | Sábado        | Partida 5             |
| 16 de abril | Domingo       | Partida 6             |
| 17 de abril | Segunda-feira | Dia livre             |
| 18 de abril | Terça-feira   | Partida 7             |
| 19 de abril | Quarta-feira  | Dia livre             |

| Data        | Dia da semana | Evento                                 |
| ----------- | ------------- | -------------------------------------- |
| 20 de abril | Quinta-feira  | Partida 8                              |
| 21 de abril | Sexta-feira   | Partida 9                              |
| 22 de abril | Sábado        | Dia livre                              |
| 23 de abril | Domingo       | Partida 10                             |
| 24 de abril | Segunda-feira | Partida 11                             |
| 25 de abril | Terça-feira   | Dia livre                              |
| 26 de abril | Quarta-feira  | Partida 12                             |
| 27 de abril | Quinta-feira  | Partida 13                             |
| 28 de abril | Sexta-feira   | Dia livre                              |
| 29 de abril | Sábado        | Partida 14                             |
| 30 de abril | Domingo       | Desempate ou cerimônia de encerramento |
| 1 de maio   | Segunda-feira | Cerimônia de encerramento              |

| Jogador            | Rating | Partidas clássicas | Partidas clássicas | Partidas clássicas | Partidas clássicas | Partidas clássicas | Partidas clássicas | Partidas clássicas | Partidas clássicas | Partidas clássicas | Partidas clássicas | Partidas clássicas | Partidas clássicas | Partidas clássicas | Partidas clássicas | Pontos | Partidas rápidas | Partidas rápidas | Partidas rápidas | Partidas rápidas | Pontos |
| Jogador            | Rating | 1                  | 2                  | 3                  | 4                  | 5                  | 6                  | 7                  | 8                  | 9                  | 10                 | 11                 | 12                 | 13                 | 14                 | Pontos | 15               | 16               | 17               | 18               | Pontos |
| ------------------ | ------ | ------------------ | ------------------ | ------------------ | ------------------ | ------------------ | ------------------ | ------------------ | ------------------ | ------------------ | ------------------ | ------------------ | ------------------ | ------------------ | ------------------ | ------ | ---------------- | ---------------- | ---------------- | ---------------- | ------ |
| Ian Nepomniachtchi | 2795   | ½                  | 1                  | ½                  | 0                  | 1                  | 0                  | 1                  | ½                  | ½                  | ½                  | ½                  | 0                  | ½                  | ½                  | 7      | ½                | ½                | ½                | 0                | 1½     |
| Ding Liren         | 2788   | ½                  | 0                  | ½                  | 1                  | 0                  | 1                  | 0                  | ½                  | ½                  | ½                  | ½                  | 1                  | ½                  | ½                  | 7      | ½                | ½                | ½                | 1                | 2½     |